# Tagulis granulosus
Tagulis granulosus là một loài nhện trong họ Thomisidae.
Loài này thuộc chi Tagulis. Tagulis granulosus được Eugène Simon miêu tả năm 1895.